# Chêne-Bougeries
Chêne-Bougeries (tot 1801 officieel in het Frans Chêne-les-Bougeries) is een gemeente en plaats in het Zwitserse kanton Genève.
Chêne-Bougeries telt 10.144 inwoners.
In 1754 werd het dorp Chêne in tweeën gesplitst door het Verdrag van Turijn: Chêne-Bourg ging naar het koninkrijk Piëmont-Sardinië en Chêne-Bougeries bleef bij Genève. Na het Congres van Wenen (1815) kwam Chêne-Bourg terug naar Genève.

## Bekende inwoners van Chêne-Bougeries

### Geboren
- Horace-Bénédict de Saussure (Conches, 1740-1799), natuuronderzoeker, landmeter en alpinist
- Kevin Mbabu (1995), voetballer

### Overleden
- Jean Charles Léonard de Sismondi (1773-1842), econoom en historicus
- Alice Wiblé (1895-1967), letterkundige, feministe en redactrice